# Lietzow
Lietzow ist eine Gemeinde im Landkreis Vorpommern-Rügen auf der Insel Rügen in Mecklenburg-Vorpommern. Die Gemeinde wird vom Amt Bergen auf Rügen mit Sitz in der Stadt Bergen auf Rügen verwaltet.

## Geografie und Verkehr

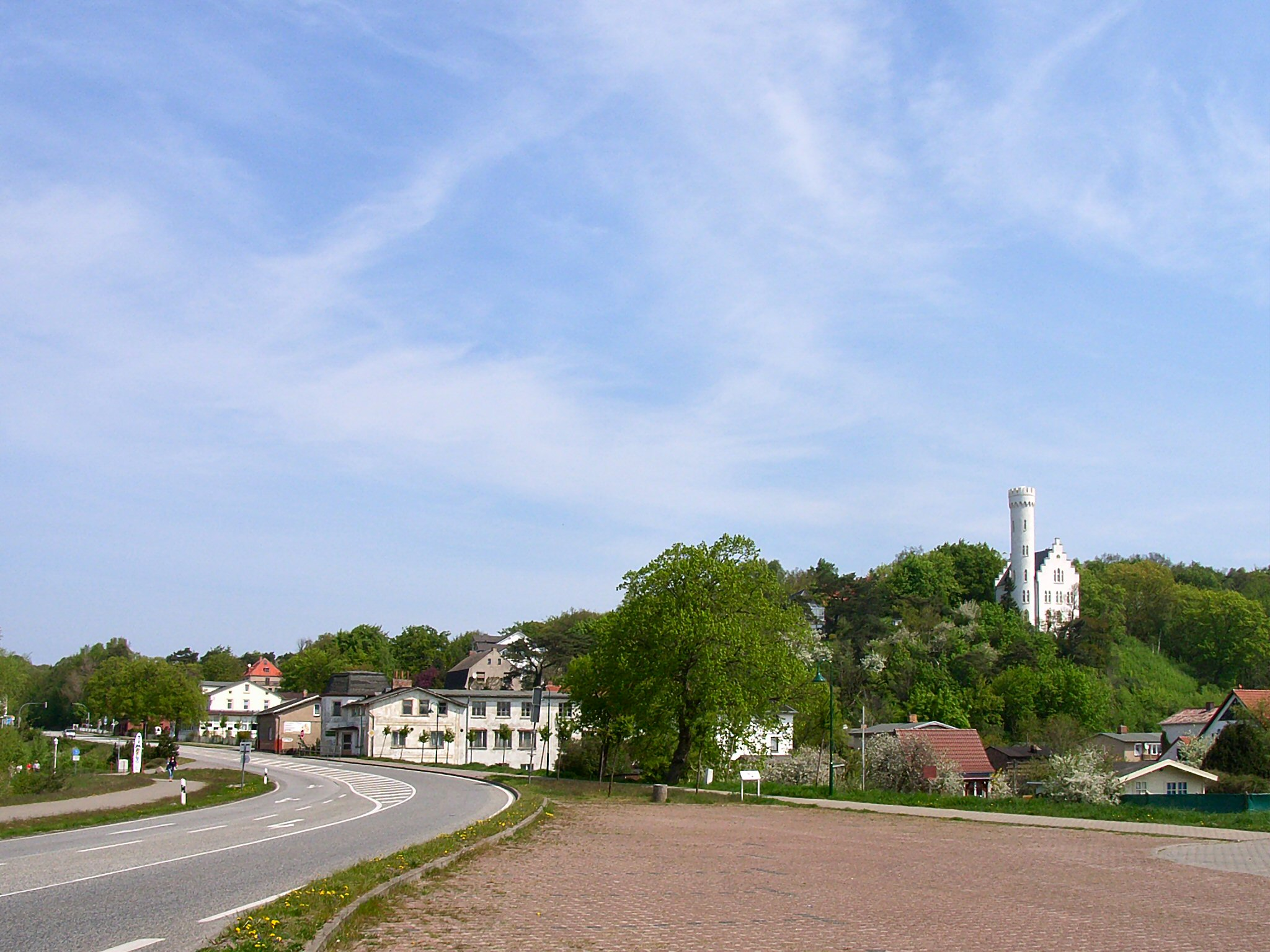
Lietzow mit dem Schloss

Lietzow liegt rund elf Kilometer nordöstlich von Bergen. Sie liegt an einem bewaldeten Höhenrücken an der schmalsten Stelle zwischen dem Großen und dem Kleinen Jasmunder Bodden. Im Nordosten der Gemeinde liegt der Große Wostevitzer Teich. Die Bundesstraße 96 und die Bahnstrecken Stralsund–Sassnitz bzw. Lietzow–Binz verlaufen direkt durch die Gemeinde, Regionalbahnen fahren in der Regel abwechselnd nach Sassnitz oder Binz durch, Lietzow ist damit Umsteigepunkt. Der Straßendamm wurde bereits 1868 und der Eisenbahndamm 1891 gebaut. Der Kleine Jasmunder Bodden ist somit nur noch durch eine Schleuse mit dem Großen Jasmunder Bodden verbunden. Das Gemeindegebiet ist Teil der Halbinsel Jasmund.
Umgeben wird Lietzow von den Nachbargemeinden Sagard im Norden, Sassnitz im Osten sowie Ralswiek im Südwesten.
Die Ortsteile der Gemeinde Lietzow sind Borchtitz, Lietzow und Semper.

## Geschichte

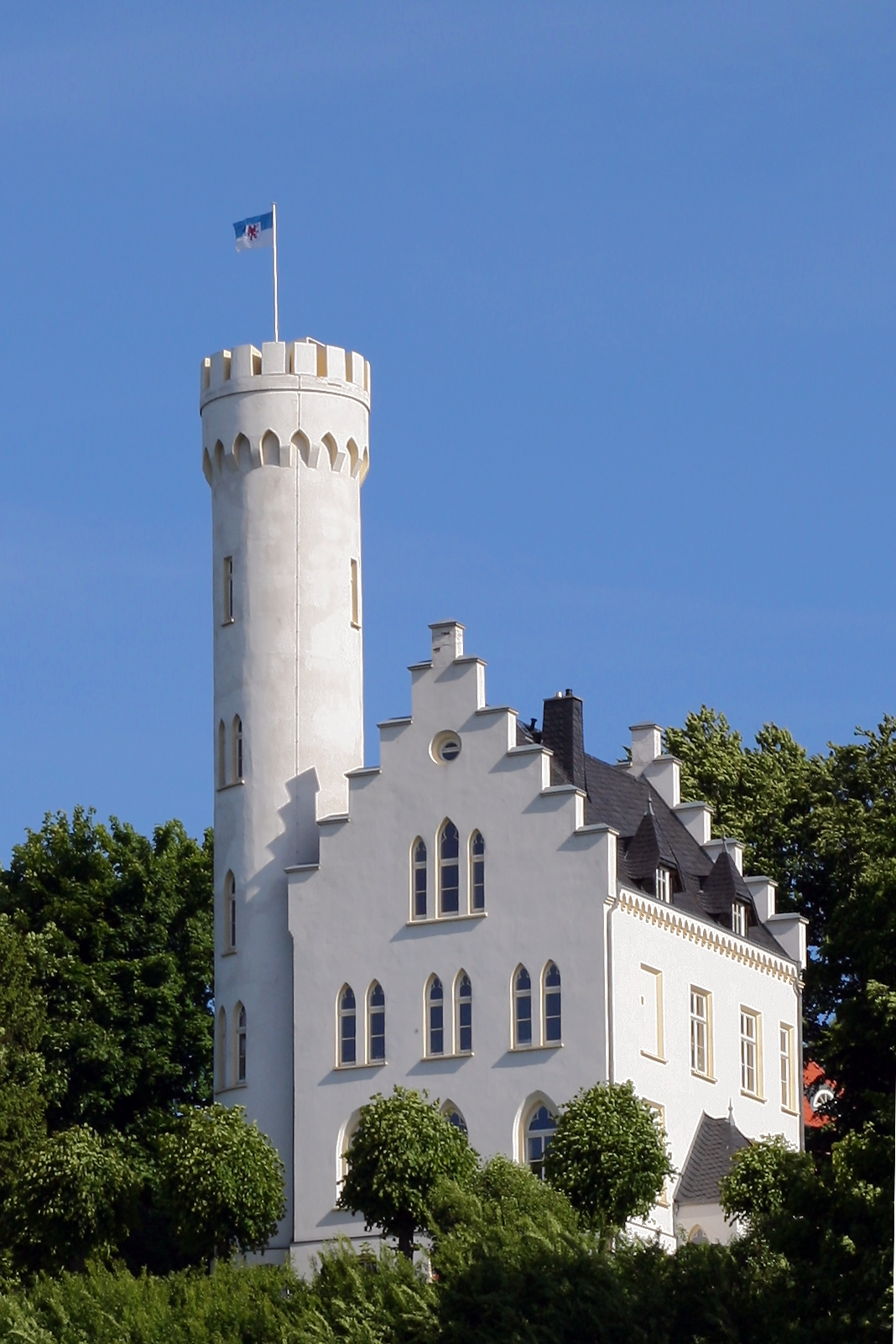
Das Schloss von Lietzow (auch: Schlösschen Lichtenstein)

Lietzow geht dem Namen nach auf eine slawische Siedlung zurück.
Der Ort wurde durch die beträchtlichen Funde aus dem Neolithikum und der nach ihm benannten Lietzow-Kultur bekannt. 1827 fand Friedrich von Hagenow am Nordausgang von Lietzow die Feuersteinwerkstätten. 1867 und 1886 sammelte Rudolf Virchow dort an der Fundstelle Augustenhof Flintspäne, Messer, Streitäxte und andere Objekte aus Feuerstein. Südlich des Ortes auf der Halbinsel liegt die größere Fundstelle. Zuerst fand Alfred Haas 1897 dort viele Feuersteinwerkzeuge im Kiesabbau. Der Fundort wurde, wie der nördlich von Lietzow als Werkstätten interpretiert. Um 1920 fand man dort unweit der ersten Stelle zahlreiche Geweih- und Steingeräte, ebenso 1923 bei einer systematischen Untersuchung durch Wilhelm Petzsch.
Der Ort war bis 1326 Teil des Fürstentums Rügen und danach des Herzogtums Pommern. Mit dem Westfälischen Frieden von 1648 wurde Rügen und somit auch das Gebiet von Lietzow ein Teil von Schwedisch-Pommern. 1815 kam Lietzow als Teil von Neuvorpommern zur preußischen Provinz Pommern. Seit 1818 gehörte Lietzow zum Kreis bzw. Landkreis Rügen.
Nach dem Bau der Bahnstrecke über den Lietzow-Damm ließ sich der Baumeister eine Villa erbauen.
Um 1892/93 wurde das ortsprägende Wohnhaus als Kopie des 1839 durch Umbau einer mittelalterlichen Burg entstandenen Schlosses Lichtenstein bei Reutlingen auf der Schwäbischen Alb erbaut. Auftraggeber war der Eisenbahntechniker Bopp, der für den Bau der Bahnlinie Bergen-Sassnitz verantwortlich gewesen ist. Das Gebäude wurde zunächst als „Villa am Dorf“ und seit 1896 als „Schlößchen Lichtenstein“ bezeichnet. Es ist ein zweigeschossiger verputzter Bau mit Satteldach und Ziegelabdeckung, einem Treppengiebel und einem runden fünfgeschossigen Turm.
Von 1952 bis 1955 war Lietzow dem Kreis Bergen zugehörig. Die Gemeinde gehörte danach bis 1990 zum Kreis Rügen im Bezirk Rostock und wurde im selben Jahr Teil des Landes Mecklenburg-Vorpommern. Der seit 1990 wieder so bezeichnete Landkreis Rügen ging 2011 im Landkreis Vorpommern-Rügen auf.

Funde von Lietzow 1923 aus dem Neolithikum
Keramik von Lietzow 1923 aus dem Neolithikum
Geweihwerkzeuge von Lietzow 1923 aus dem Neolithikum

Semper: Gut der Familien von Jasmund, von der Osten (18. Jh.) von der Lancken (nach 1900) sowie Lietz. Ab 1913 besaß es das Briefadelsgeschlecht der von Brüning, welche erst 1883 als Großindustriellenfamilie zu Bad Homburg in den preußischen Adelsstand erhoben wurde. Semper war ein Gut ohne den juristischen Status eines Rittergutes. 1914 betrug der Umfang 244 ha. Davon waren damals 169 ha Waldbestand. Der Eigentümer, Landrat des Kreises Stolp Walter von Brüning, verheiratet mit Marie von Ubisch, hatte 1916–22 das zweigeschossige, neobarocke Schloss Semper erbauen lassen. Dazu wurde der Waldpark Semper angelegt. Besonderheiten des Parks sind eine Rhododendron-Allee an der Schlosszufahrt, ein als mittelalterlicher Burgturm errichteter Wasserturm und ein Hain aus Süntelbuchen. Zum Besitztum des Gutes Semper nach 1939 gibt es in der entsprechenden Literatur widersprüchliche Angaben. Im Gothaischen Genealogischen Taschenbuch von 1941 wird Brüning als Gutsbesitzer auf den 242 ha erwähnt. Dagegen scheint nach dem 1939 letztmals amtlich publizierten Pommerschen Güter-Adressbuch Semper aufgesiedelt worden zu sein. Hier ist nur noch ein Restgut von 73 ha und der Besitzer Adolf Busch aufgeführt. Beide Quellen beruhen im Kern auch auf Selbstangaben. Semper diente wohl nur noch als Wohnsitz der Brünings. Nach 1945 wurde das Herrenhaus als Kulturhaus und Ausbildungsstätte genutzt. Heute ist es Polizeierholungswerk von Mecklenburg-Vorpommern und Schleswig-Holstein.

## Dienstsiegel
Die Gemeinde verfügt über kein amtlich genehmigtes Hoheitszeichen, weder Wappen noch Flagge. Als Dienstsiegel wird das kleine Landessiegel mit dem Wappenbild des Landesteils Vorpommern geführt. Es zeigt einen aufgerichteten Greifen mit aufgeworfenem Schweif und der Umschrift „GEMEINDE LIETZOW“.

## Sehenswürdigkeiten

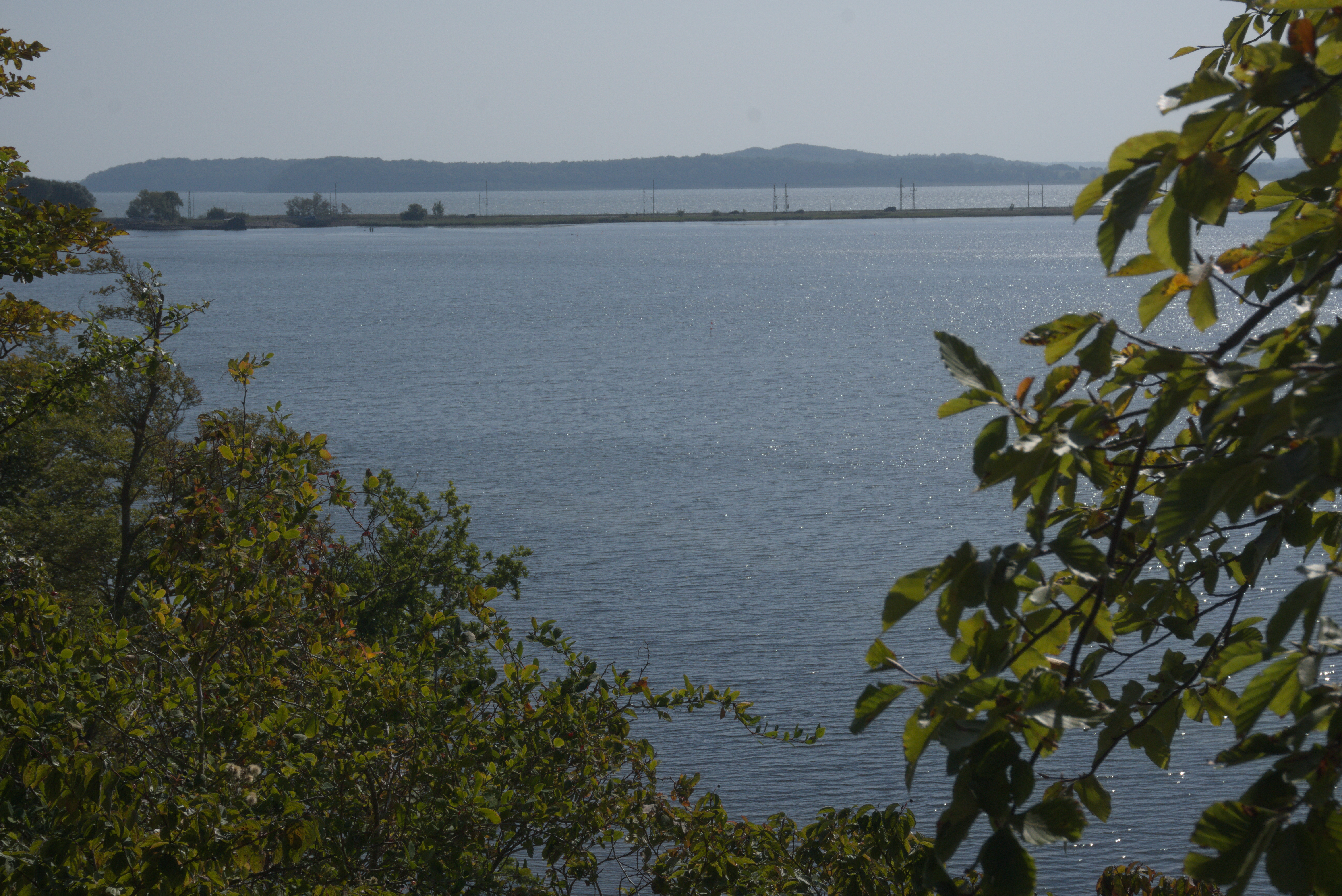
Aussichtspunkt bei Lietzow oberhalb des Großen Jasmunder Boddens

- Villa im Stil des Historismus in Lietzow von nach 1892 für den Eisenbahntechniker Bopp; Vorbild war das Schloss Lichtenstein bei Reutlingen auf der Schwäbischen Alb.
- Herrenhaus Semper: Neobarocker, zweigeschossiger Putzbau von 1920/22 mit Mansarddach, hohem Sockelgeschoss sowie Seitenflügel nach Plänen[8] von Georg Steinmetz für Walter von Brüning gebaut, heute (2015) Haus des  Polizeierholungswerks; Gut u. a. der Adelsfamilien von Jasmund, von der Osten, von der Lancken, von Brüning

→ Siehe auch: Liste der Baudenkmale in Lietzow

## Persönlichkeiten
- Frank Heidtmann (1937–2023), Bibliothekswissenschaftler
- Gerhard Polzin (* 1945), Politiker, Funktionär und Autor